# Élections législatives de 2024 en Vaucluse
Les élections législatives françaises de 2024 dans le Vaucluse se déroulent les 30 juin et 7 juillet 2024. Dans le département, cinq députés sont à élire dans le cadre de cinq circonscriptions, à la suite de la dissolution de l'Assemblée nationale par Emmanuel Macron.
Le choix de cette dissolution est pris après la défaite de la liste Renaissance aux élections européennes qui ont eu lieu le 9 juin 2024.
Le Rassemblement national remporte largement le département, en gagnant quatre des cinq sièges en jeu, soit autant que lors du scrutin de 2022. Le camp présidentiel subit une déroute en perdant son seul siège et ne se qualifiant pour aucun second tour. Le Nouveau Front populaire réussit cependant à arracher la circonscription d'Avignon à l'extrême-droite, avec la victoire de l'antifasciste Raphaël Arnault.

## Contexte
| Circonscription | RN      | ENS     | PS - PP | LFI     | LR     |
| --------------- | ------- | ------- | ------- | ------- | ------ |
| Circonscription |         |         |         |         |        |
| 1re             | 31,12 % | 10,56 % | 13,05 % | 19,43 % | 4,47 % |
| 2e              | 39,71 % | 12,59 % | 11,69 % | 7,25 %  | 5,89 % |
| 3e              | 46,46 % | 10,13 % | 8,5 %   | 7,88 %  | 5,18 % |
| 4e              | 44,1 %  | 11,26 % | 9,4 %   | 6,91 %  | 5,33 % |
| 5e              | 37,84 % | 12,79 % | 12,63 % | 7,71 %  | 5,35 % |

## Système électoral
Les élections législatives ont lieu au scrutin uninominal majoritaire à deux tours dans des circonscriptions uninominales.
Est élu au premier tour le candidat qui réunit la majorité absolue des suffrages exprimés et un nombre de voix au moins égal au quart des électeurs inscrits dans la circonscription, soit 25 %. Si aucun des candidats ne satisfait ces conditions, un second tour est organisé entre les candidats ayant réuni un nombre de voix au moins égal à un huitième des inscrits, soit 12,5 %. Les deux candidats arrivés en tête du 1er tour se maintiennent néanmoins par défaut si un seul ou aucun d'entre eux n'a atteint ce seuil. Au second tour, le candidat arrivé en tête est déclaré élu,.
Le seuil de qualification basé sur un pourcentage du total des inscrits et non des suffrages exprimés rend plus difficile l'accès au second tour lorsque l'abstention est élevée. Le système permet en revanche l'accès au second tour de plus de deux candidats si plusieurs d'entre eux franchissent le seuil de 12,5 % des inscrits. Les candidats en lice au second tour peuvent ainsi être trois, un cas de figure appelé « triangulaire ». Les second tours où s'affrontent quatre candidats, appelés « quadrangulaire » sont également possibles, mais beaucoup plus rares,.

### Partis et nuances
Les résultats des élections sont publiés en France par le ministère de l'Intérieur, qui classe les partis en leur attribuant des nuances politiques. Ces dernières sont décidées par les préfets, qui les attribuent indifféremment de l'étiquette politique déclarée par les candidats, qui peut être celle d'un parti ou une candidature sans étiquette.
Seuls le Parti communiste français (COM), La France insoumise (FI), le Parti socialiste (SOC), le Parti radical de gauche (RDG), Les Écologistes (VEC), Renaissance (RE), le Mouvement démocrate (MDM), Horizons (HOR), l'Union des démocrates et indépendants (UDI), Les Républicains (LR), le Rassemblement national (RN) et Reconquête (REC) se voient attribuer en 2024 des nuances propres. Les coalitions Ensemble et Nouveau front populaire, ainsi que les candidats de l'alliance LR-Ciotti-RN, en bénéficient également indirectement, les nuances Ensemble ! (Majorité présidentielle) (ENS), Union de la gauche (UG) et Union de l'extrême-droite (UXD) étant attribuables aux candidats bénéficiant respectivement du soutien de deux partis du centre, de deux partis de gauche ou de deux partis d'extrême-droite,.
Tous les autres partis se voient attribuer l'une ou l'autre des nuances suivantes : EXG (extrême gauche), DVG (divers gauche), ECO (écologiste), REG (régionaliste), DVC (divers centre), DVD (divers droite), DSV (droite souverainiste) et EXD (extrême droite). Des partis comme Debout la France ou Lutte ouvrière ne disposent ainsi pas de nuances propres, et leurs résultats nationaux ne sont pas publiés séparément par le ministère, car mélangés avec d'autres partis (respectivement dans les nuances DSV et EXG).

## Campagne
Au lendemain de l'annonce de la dissolution de la précédente assemblée, élue en 2022, Jean-François Lovisolo, député sortant de la cinquième circonscription de Vaucluse annonce ne pas se représenter au suffrage des électeurs, souhaitant réorienter sa carrière politique sur le plan local. Souad Zitouni et Adrien Morenas, anciens députés, battus en 2022, ainsi que Sylvie Viala, se présentent sous l'étiquette Renaissance.
LFI présente, pour la 1re circonscription de Vaucluse, à Avignon, Raphaël Arnault, un militant de la Jeune Garde antifasciste. Le candidat est remarqué par la presse nationale et critiqué par ses adversaires pour sa fiche S et sa condamnation en première instance pour violences. Il est également critiqué à gauche pour son parachutage depuis Lyon et est contesté par le dissident Philippe Pascal, un militant ancré localement et anciennement membre de l'aile gauche du Parti socialiste, qui bénéficie du soutien de la maire socialiste d'Avignon Cécile Helle. Le militant antifasciste bénéficie toutefois d'un plus grand nombre de militants venant de tout le département et d'une forte mobilisation des quartiers populaires. Il arrive en deuxième place au second tour et bénéficie du ralliement de Philippe Pascal, arrachant la circonscription au Rassemblement national lors du second tour, avec près de 55 % des voix.

## Élus
| Circonscription                                 | Député sortant          | Parti | Parti | Groupe | Député élu ou réélu | Parti | Parti      | Groupe  |
| ----------------------------------------------- | ----------------------- | ----- | ----- | ------ | ------------------- | ----- | ---------- | ------- |
| 1re                                             | Catherine Jaouen        |       | RN    | RN     | Raphaël Arnault     |       | app. NPA-A | LFI-NFP |
| 2e                                              | Bénédicte Auzanot       |       | RN    | RN     | Bénédicte Auzanot   |       | RN         | RN      |
| 3e                                              | Hervé de Lépinau        |       | RN    | RN     | Hervé de Lépinau    |       | RN         | RN      |
| 4e                                              | Marie-France Lorho      |       | RN    | RN     | Marie-France Lorho  |       | RN         | RN      |
| 5e                                              | Jean-François Lovisolo* |       | RE    | RE     | Catherine Rimbert   |       | RN         | RN      |
| * député sortant ne se représentant pas en 2024 |                         |       |       |        |                     |       |            |         |

### Résultats à l'échelle du département

#### Résultats par coalition
| Parti                                       | Parti                                                     | Parti                                      | Premier tour | Premier tour | Premier tour | Second tour   | Second tour   | Second tour | Total Sièges  | +/-           |
| Parti                                       | Parti                                                     | Parti                                      | Voix         | %            | Sièges       | Voix          | %             | Sièges      | Total Sièges  | +/-           |
| ------------------------------------------- | --------------------------------------------------------- | ------------------------------------------ | ------------ | ------------ | ------------ | ------------- | ------------- | ----------- | ------------- | ------------- |
|                                             | Rassemblement national (RN)                               | Rassemblement national (RN)                | 126 025      | 46,22        | 1            | 115 456       | 56,40         | 3           | 4             | en stagnation |
|                                             |                                                           | Génération.s (G.s)                         | 15 329       | 5,62         | 0            | 23 891        | 11,67         | 0           | 0             | en stagnation |
|                                             | Parti socialiste (PS)                                     | 14 421                                     | 5,29         | 0            | 23 551       | 11,50         | 0             | 0           | Nv            |               |
|                                             | La France insoumise (LFI)                                 | 11 887                                     | 4,36         | 0            | 18 946       | 9,25          | 0             | 0           | en stagnation |               |
|                                             | Nouveau parti anticapitaliste - L'Anticapitaliste (NPA-A) | 11 155                                     | 4,09         | 0            | 22 883       | 11,18         | 1             | 1           | Nv            |               |
|                                             | Parti communiste français (PCF)                           | 10 895                                     | 4,00         | 0            |              |               |               | 0           | en stagnation |               |
| Total Nouveau Front populaire (NFP)         | Total Nouveau Front populaire (NFP)                       | 63 687                                     | 23,36        | 0            | 89 271       | 43,60         | 1             | 1           | 1             |               |
|                                             |                                                           | Renaissance (RE)                           | 38 114       | 13,98        | 0            | Retrait       | Retrait       | Retrait     | 0             | 1             |
|                                             | Mouvement démocrate (MoDem)                               | 11 260                                     | 4,13         | 0            | Retrait      | Retrait       | Retrait       | 0           | en stagnation |               |
| Total Ensemble pour la République (ENS)     | Total Ensemble pour la République (ENS)                   | 49 374                                     | 18,11        | 0            | Retrait      | Retrait       | Retrait       | 0           | 1             |               |
|                                             |                                                           | Les Républicains (LR)                      | 14 948       | 5,48         | 0            |               |               |             | 0             | en stagnation |
| Total Union de la droite et du centre (UDC) | Total Union de la droite et du centre (UDC)               | 14 948                                     | 5,48         | 0            | 0            | en stagnation |               |             |               |               |
|                                             | Gauche démocratique et sociale (GDS)                      | Gauche démocratique et sociale (GDS)       | 8 229        | 3,02         | 0            | 0             | en stagnation |             |               |               |
|                                             |                                                           | Reconquête (REC)                           | 2 989        | 1,10         | 0            | 0             | en stagnation |             |               |               |
|                                             | Ligue du Sud (LS)                                         | 2 125                                      | 0,78         | 0            | 0            | en stagnation |               |             |               |               |
| Total Reconquête et alliés (REC)            | Total Reconquête et alliés (REC)                          | 5 114                                      | 1,88         | 0            | 0            | en stagnation |               |             |               |               |
|                                             | Lutte ouvrière (LO)                                       | Lutte ouvrière (LO)                        | 2 178        | 0,80         | 0            | 0             | en stagnation |             |               |               |
|                                             | Union des démocrates et indépendants (UDI)                | Union des démocrates et indépendants (UDI) | 1 893        | 0,69         | 0            | 0             | Nv            |             |               |               |
|                                             |                                                           | Oui la Provence (OP)                       | 1 120        | 0,41         | 0            | 0             | en stagnation |             |               |               |
| Total Régions et peuples solidaires (R&PS)  | Total Régions et peuples solidaires (R&PS)                | 1 120                                      | 0,41         | 0            | 0            | en stagnation |               |             |               |               |
|                                             | Sans étiquette (SE)                                       | Sans étiquette (SE)                        | 84           | 0,03         | 0            | 0             | en stagnation |             |               |               |
|                                             |                                                           |                                            |              |              |              |               |               |             |               |               |
| Suffrages exprimés                          | Suffrages exprimés                                        | Suffrages exprimés                         | 272 652      | 97,13        |              | 204 727       | 90,72         |             |               |               |
| Votes blancs                                | Votes blancs                                              | Votes blancs                               | 5 538        | 1,97         | 16 367       | 7,25          |               |             |               |               |
| Votes nuls                                  | Votes nuls                                                | Votes nuls                                 | 2 521        | 0,90         | 4 583        | 2,03          |               |             |               |               |
| Total                                       | Total                                                     | Total                                      | 280 711      | 100          | 1            | 225 677       | 100           | 4           | 5             | en stagnation |
| Abstentions                                 | Abstentions                                               | Abstentions                                | 134 707      | 32,43        |              | 110 472       | 32,86         |             |               |               |
| Inscrits/Participation                      | Inscrits/Participation                                    | Inscrits/Participation                     | 415 418      | 67,57        | 336 149      | 67,14         |               |             |               |               |

### Résultats par nuance
| Nuance                 | Nuance                               | Nuance                 | Premier tour | Premier tour | Premier tour | Second tour | Second tour   | Second tour | Total Sièges | +/-           |  |
| Nuance                 | Nuance                               | Nuance                 | Voix         | %            | Sièges       | Voix        | %             | Sièges      | Total Sièges | +/-           |  |
| ---------------------- | ------------------------------------ | ---------------------- | ------------ | ------------ | ------------ | ----------- | ------------- | ----------- | ------------ | ------------- |  |
|                        | Rassemblement national               | RN                     | 126 025      | 46,22        | 1            | 115 456     | 56,40         | 3           | 4            | en stagnation |  |
|                        | Union de la gauche (NFP)             | UG                     | 63 687       | 23,36        | 0            | 89 271      | 43,60         | 1           | 1            | 1             |  |
|                        | Ensemble !                           | ENS                    | 49 374       | 18,11        | 0            | Retrait     | Retrait       | Retrait     | 0            | 1             |  |
|                        | Les Républicains                     | LR                     | 14 948       | 5,48         | 0            |             |               |             | 0            | en stagnation |  |
|                        | Divers gauche                        | DVG                    | 8 229        | 3,02         | 0            | 0           | en stagnation |             |              |               |  |
|                        | Reconquête                           | REC                    | 5 114        | 1,88         | 0            | 0           | en stagnation |             |              |               |  |
|                        | Extrême gauche                       | EXG                    | 2 178        | 0,80         | 0            | 0           | en stagnation |             |              |               |  |
|                        | Union des démocrates et indépendants | UDI                    | 1 893        | 0,69         | 0            | 0           | Nv            |             |              |               |  |
|                        | Régionalistes                        | REG                    | 1 120        | 0,41         | 0            | 0           | en stagnation |             |              |               |  |
|                        | Divers                               | DIV                    | 84           | 0,03         | 0            | 0           | en stagnation |             |              |               |  |
|                        |                                      |                        |              |              |              |             |               |             |              |               |  |
| Suffrages exprimés     | Suffrages exprimés                   | Suffrages exprimés     | 272 652      | 97,13        |              | 204 727     | 90,72         |             |              |               |  |
| Votes blancs           | Votes blancs                         | Votes blancs           | 5 538        | 1,97         | 16 367       | 7,25        |               |             |              |               |  |
| Votes nuls             | Votes nuls                           | Votes nuls             | 2 521        | 0,90         | 4 583        | 2,03        |               |             |              |               |  |
| Total                  | Total                                | Total                  | 280 711      | 100          | 1            | 225 677     | 100           | 4           | 5            | en stagnation |  |
| Abstentions            | Abstentions                          | Abstentions            | 134 707      | 32,43        |              | 110 472     | 32,86         |             |              |               |  |
| Inscrits/Participation | Inscrits/Participation               | Inscrits/Participation | 415 418      | 67,57        | 336 149      | 67,14       |               |             |              |               |  |

### Cartes

Nuance politique des candidats arrivés en tête dans chaque commune au 1er tour.
Nuance politique des candidats arrivés en tête dans chaque commune au 2e tour.

### Résultats par circonscription

#### Première circonscription
Députée sortante : Catherine Jaouen (Rassemblement national)
| Candidat                 | Candidat                 | Parti et coalition       | Nuance                   | Premier tour | Premier tour | Second tour | Second tour |
| Candidat                 | Candidat                 | Parti et coalition       | Nuance                   | Voix         | %            | Voix        | %           |
| ------------------------ | ------------------------ | ------------------------ | ------------------------ | ------------ | ------------ | ----------- | ----------- |
|                          | Catherine Jaouen         | RN                       | RN                       | 15 598       | 34,62        | 18 739      | 45,02       |
|                          | Raphaël Arnault,         | app. NPA-A (NFP)         | UG                       | 11 155       | 24,76        | 22 883      | 54,98       |
|                          | Philippe Pascal,         | GDS                      | DVG                      | 8 229        | 18,27        |             |             |
|                          | Malika Di Fraja          | RE (ENS)                 | ENS                      | 7 264        | 16,12        |             |             |
|                          | Johan Courtois           | LR (UDC)                 | LR                       | 1 459        | 3,24         |             |             |
|                          | Philippe Toutain         | REC                      | REC                      | 594          | 1,32         |             |             |
|                          | Christine Chatenay       | OP (R&PS)                | REG                      | 391          | 0,87         |             |             |
|                          | Nour-Eddine Ghouali      | LO                       | EXG                      | 361          | 0,80         |             |             |
|                          |                          |                          |                          |              |              |             |             |
| Suffrages exprimés       | Suffrages exprimés       | Suffrages exprimés       | Suffrages exprimés       | 45 051       | 97,62        | 41 622      | 90,19       |
| Votes blancs             | Votes blancs             | Votes blancs             | Votes blancs             | 773          | 1,68         | 3 423       | 7,42        |
| Votes nuls               | Votes nuls               | Votes nuls               | Votes nuls               | 325          | 0,70         | 1 102       | 2,39        |
| Total                    | Total                    | Total                    | Total                    | 46 149       | 100          | 46 147      | 100         |
| Abstention               | Abstention               | Abstention               | Abstention               | 27 871       | 37,65        | 27 888      | 37,67       |
| Inscrits / participation | Inscrits / participation | Inscrits / participation | Inscrits / participation | 74 020       | 62,35        | 74 035      | 62,33       |

|                      |       |       |       |       |       |       |
| Avignon              | 30,03 | 27,82 | 19,96 | 16,04 | 60,44 | 39,56 |
| Le Pontet            | 46,57 | 18,22 | 13,44 | 15,24 | 41,53 | 58,47 |
| Morières-lès-Avignon | 50,81 | 11,90 | 12,91 | 18,05 | 34,08 | 65,92 |

Cette circonscription de l'ouest du Vaucluse est composée des villes d'Avignon, du Pontet et de Morières-lès-Avignon. Elle est remportée par Joris Hébrard pour le Rassemblement national en 2022, mais celui-ci abandonne son siège au profit de sa suppléante Catherine Jaouen pour redevenir maire du Pontet, après avoir reçu un blâme de son parti pour avoir participé à l'inauguration d'une mosquée franco-turque dans sa circonscription.
La France insoumise présente Raphaël Arnault, un militant de la Jeune Garde antifasciste. Le candidat est remarqué par la presse nationale et critiqué par ses adversaires pour sa fiche S et sa condamnation en première instance pour violences. Il est également critiqué à gauche pour son parachutage depuis Lyon et est contesté par le dissident Philippe Pascal, un militant de la Gauche démocratique et sociale ancré localement et anciennement membre de l'aile gauche du Parti socialiste, qui bénéficie du soutien de la maire socialiste d'Avignon Cécile Helle. Le militant antifasciste bénéficie toutefois d'un plus grand nombre de militants venant de tout le département et d'une forte mobilisation des quartiers populaires. Il est l'un des deux seuls candidats de gauche à ravir une circonscription au RN lors de ce scrutin.
À Avignon, Raphaël Arnault remporte 60 % des voix au second tour, tandis que Catherine Jaouen obtient 58 % au Pontet (contre 68 % en 2022) et 66 % à Morières-lès-Avignon.

#### Deuxième circonscription
Députée sortante : Bénédicte Auzanot (Rassemblement national)
| Candidat                 | Candidat                 | Parti et coalition       | Nuance                   | Premier tour | Premier tour | Second tour | Second tour |
| Candidat                 | Candidat                 | Parti et coalition       | Nuance                   | Voix         | %            | Voix        | %           |
| ------------------------ | ------------------------ | ------------------------ | ------------------------ | ------------ | ------------ | ----------- | ----------- |
|                          | Bénédicte Auzanot        | RN                       | RN                       | 26 667       | 45,95        | 31 195      | 56,98       |
|                          | Patrick Blanes           | PS (NFP)                 | UG                       | 14 421       | 24,85        | 23 551      | 43,02       |
|                          | Sylvie Viala             | MoDem (ENS)              | ENS                      | 11 260       | 19,40        | Retrait     | Retrait     |
|                          | Dominique Brogi          | LR (UDC)                 | LR                       | 4 008        | 6,91         |             |             |
|                          | Julien Langard           | REC                      | REC                      | 999          | 1,72         |             |             |
|                          | Gérard Mangiavillano     | LO                       | EXG                      | 590          | 1,02         |             |             |
|                          | José-Angel Sanchez       | SE                       | DIV                      | 84           | 0,14         |             |             |
|                          |                          |                          |                          |              |              |             |             |
| Suffrages exprimés       | Suffrages exprimés       | Suffrages exprimés       | Suffrages exprimés       | 58 029       | 97,38        | 54 746      | 92,09       |
| Votes blancs             | Votes blancs             | Votes blancs             | Votes blancs             | 1 081        | 1,81         | 3 633       | 6,11        |
| Votes nuls               | Votes nuls               | Votes nuls               | Votes nuls               | 480          | 0,81         | 1 067       | 1,79        |
| Total                    | Total                    | Total                    | Total                    | 59 590       | 100          | 59 446      | 100         |
| Abstention               | Abstention               | Abstention               | Abstention               | 26 889       | 31,09        | 27 050      | 31,27       |
| Inscrits / participation | Inscrits / participation | Inscrits / participation | Inscrits / participation | 86 479       | 68,91        | 86 496      | 68,73       |

Couvrant le sud du département, la deuxième circonscription compte surtout des petites villes, dont Cavaillon et L'Isle-sur-la-Sorgue sont les plus peuplées. Longtemps un fief de la droite, sans jamais avoir été remportée par un parti allié à Emmanuel Macron, elle est conquise par le Rassemblement national en 2022 avec 52 % des voix. Deux ans plus tard, la député sortante Bénédicte Auzanot améliore son score.

#### Troisième circonscription
Député sortant : Hervé de Lépinau (Rassemblement national)
| Candidat                 | Candidat                 | Parti et coalition       | Nuance                   | Premier tour | Premier tour |
| Candidat                 | Candidat                 | Parti et coalition       | Nuance                   | Voix         | %            |
| ------------------------ | ------------------------ | ------------------------ | ------------------------ | ------------ | ------------ |
|                          | Hervé de Lépinau         | RN                       | RN                       | 28 153       | 53,51        |
|                          | Muriel Duenas            | PCF (NFP)                | UG                       | 10 895       | 20,71        |
|                          | Souad Zitouni            | RE - TdP (ENS)           | ENS                      | 8 947        | 17,01        |
|                          | Christophe Tonnaire      | LR (UDC)                 | LR                       | 3 284        | 6,24         |
|                          | Bertrand Helleu          | LO                       | EXG                      | 671          | 1,28         |
|                          | Louis Roussel            | REC                      | REC                      | 662          | 1,26         |
|                          |                          |                          |                          |              |              |
| Suffrages exprimés       | Suffrages exprimés       | Suffrages exprimés       | Suffrages exprimés       | 52 612       | 96,99        |
| Votes blancs             | Votes blancs             | Votes blancs             | Votes blancs             | 1 112        | 2,05         |
| Votes nuls               | Votes nuls               | Votes nuls               | Votes nuls               | 520          | 0,96         |
| Total                    | Total                    | Total                    | Total                    | 54 244       | 100          |
| Abstention               | Abstention               | Abstention               | Abstention               | 25 097       | 31,63        |
| Inscrits / participation | Inscrits / participation | Inscrits / participation | Inscrits / participation | 79 341       | 68,37        |

Circonscription centrale du département, elle est composée de quinze communes, dont une partie de Carpentras ainsi que Sorgues, la plus peuplée. Depuis 2012, elle est un fief de l'extrême-droite, avec l'élection cette année de Marion Maréchal en tant que députée du Front national. En 2017, le député du camp macroniste Brune Poirson arrache de peu la circonscription à l'extrême-droite, mais Hervé de Lépinau l'emporte largement en 2022 avec près de 59 % des voix, et réussit deux ans plus tard à être élu dès le premier tour. Il obtient ses meilleurs scores à Bédarrides avec 66 % des voix.

#### Quatrième circonscription
Députée sortante : Marie-France Lorho (Rassemblement national)
| Candidat                 | Candidat                 | Parti et coalition       | Nuance                   | Premier tour | Premier tour | Second tour | Second tour |
| Candidat                 | Candidat                 | Parti et coalition       | Nuance                   | Voix         | %            | Voix        | %           |
| ------------------------ | ------------------------ | ------------------------ | ------------------------ | ------------ | ------------ | ----------- | ----------- |
|                          | Marie-France Lorho       | RN                       | RN                       | 30 192       | 49,89        | 35 853      | 65,43       |
|                          | Monia Galvez             | LFI (NFP)                | UG                       | 11 887       | 19,64        | 18 946      | 34,57       |
|                          | Lise Chauvot             | RE (ENS)                 | ENS                      | 10 449       | 17,27        |             |             |
|                          | David Marseille          | LR (UDC)                 | LR                       | 2 685        | 4,44         |             |             |
|                          | Marie-Claude Bompard     | LS (REC)                 | REC                      | 2 125        | 3,51         |             |             |
|                          | Bruno Coulon             | UDI                      | UDI                      | 1 893        | 3,13         |             |             |
|                          | Anne-Marie Hautant       | OP (R&PS)                | REG                      | 729          | 1,20         |             |             |
|                          | Nicolas Petillot         | LO                       | EXG                      | 556          | 0,92         |             |             |
|                          |                          |                          |                          |              |              |             |             |
| Suffrages exprimés       | Suffrages exprimés       | Suffrages exprimés       | Suffrages exprimés       | 60 516       | 96,92        | 54 799      | 88,92       |
| Votes blancs             | Votes blancs             | Votes blancs             | Votes blancs             | 1 412        | 2,26         | 5 570       | 9,04        |
| Votes nuls               | Votes nuls               | Votes nuls               | Votes nuls               | 510          | 0,82         | 1 257       | 2,04        |
| Total                    | Total                    | Total                    | Total                    | 62 438       | 100          | 61 626      | 100         |
| Abstention               | Abstention               | Abstention               | Abstention               | 28 196       | 31,11        | 29 027      | 32,02       |
| Inscrits / participation | Inscrits / participation | Inscrits / participation | Inscrits / participation | 90 634       | 68,89        | 90 653      | 67,98       |

Située dans le nord du département et centrée autour de la ville d'Orange, la quatrième circonscription a été détenue par Thierry Mariani de 1993 à 2012. Elle est depuis l'un des bastions les plus solides du pays pour l'extrême-droite, avec la large victoire de Jacques Bompard, maire d'Orange pour la Ligue du Sud. En 2022, il cède la place à Marie-France Lorho qui remporte 57 % des voix et améliore considérablement son score deux ans plus tard après son ralliement au Rassemblement national.

#### Cinquième circonscription
Député sortant : Jean-François Lovisolo (Renaissance)
| Candidat                 | Candidat                 | Parti et coalition       | Nuance                   | Premier tour | Premier tour | Second tour | Second tour |
| Candidat                 | Candidat                 | Parti et coalition       | Nuance                   | Voix         | %            | Voix        | %           |
| ------------------------ | ------------------------ | ------------------------ | ------------------------ | ------------ | ------------ | ----------- | ----------- |
|                          | Catherine Rimbert        | RN                       | RN                       | 25 415       | 45,03        | 29 669      | 55,39       |
|                          | Céline Celce             | G.s (NFP)                | UG                       | 15 329       | 27,16        | 23 891      | 44,61       |
|                          | Adrien Morenas           | RE (ENS)                 | ENS                      | 11 454       | 20,29        | Retrait     | Retrait     |
|                          | Martin Lefèvre           | LR (UDC)                 | LR                       | 3 512        | 6,22         |             |             |
|                          | Alexandre Deshaies       | REC                      | REC                      | 734          | 1,30         |             |             |
|                          |                          |                          |                          |              |              |             |             |
| Suffrages exprimés       | Suffrages exprimés       | Suffrages exprimés       | Suffrages exprimés       | 56 444       | 96,83        | 53 560      | 91,62       |
| Votes blancs             | Votes blancs             | Votes blancs             | Votes blancs             | 1 160        | 1,99         | 3 741       | 6,40        |
| Votes nuls               | Votes nuls               | Votes nuls               | Votes nuls               | 686          | 1,18         | 1 157       | 1,98        |
| Total                    | Total                    | Total                    | Total                    | 58 290       | 100          | 58 458      | 100         |
| Abstention               | Abstention               | Abstention               | Abstention               | 26 654       | 31,38        | 26 507      | 31,20       |
| Inscrits / participation | Inscrits / participation | Inscrits / participation | Inscrits / participation | 84 944       | 68,62        | 84 965      | 68,80       |

Dans cette circonscription de l'est du Vaucluse, le député sortant macroniste Jean-François Lovisolo, qui avait été élu de justesse, ne se représente pas. Adrien Morenas, ancien député de la troisième circonscription, se présente à sa place. Il est cependant battu dès le premier tour, et la candidate du Rassemblement national est élue au second. La candidate de gauche est en tête à Apt avec 51 % des voix, tandis que Catherine Rimbert gagne Carpentras-Nord (55 %) et Pertuis (51 %).